# Adolf Henselt

Adolph Henselt

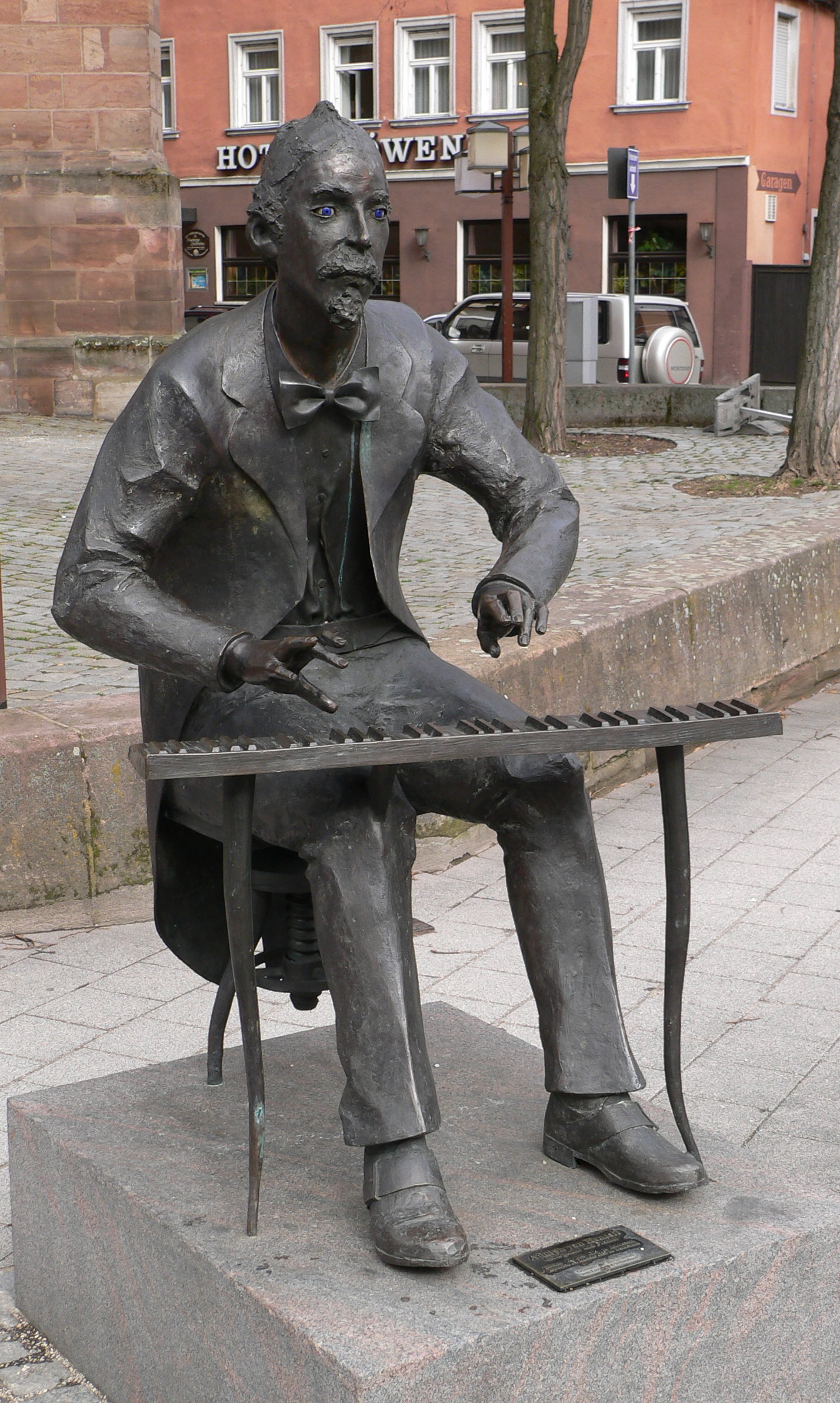
Denkmal Adolph von Henselts (von Clemens Heinl) in Schwabach

Georg Martin Adolph von Henselt (Nachname auch in der Schreibweise Hänselt; * 9. Mai 1814 in Schwabach bei Nürnberg; † 10. Oktober 1889 in Warmbrunn bei Hirschberg, Niederschlesien) war ein deutscher, später russischer Komponist, Klaviervirtuose und Klavierpädagoge.

## Leben
Im Jahr 1817 zog die Familie nach München, wo Henselt erstmals Musikunterricht erhielt. Schon mit drei Jahren begann er Violine zu lernen, mit fünf das Hammerklavierspiel unter Frau Geheimrat Josepha von Flad geb. Kanzler, die wie Carl Maria von Weber und Giacomo Meyerbeer Schülerin von Georg Joseph Vogler war. 1832 erhielt Henselt ein königliches Stipendium durch König Ludwig I. und absolvierte ein sechsmonatiges Klavierstudium bei dem bekannten Mozartschüler Johann Nepomuk Hummel in Weimar.
Sein erster offizieller öffentlicher Auftritt, der am 29. November 1832 in München stattfand, erfuhr begeistertes Lob.
Bis zum Jahre 1834 studierte Henselt in Wien Komposition bei Simon Sechter (dem späteren Lehrer von Anton Bruckner). Er blieb zwei Jahre dort und entwickelte seine Virtuosität und Technik weiter. 1836 traf er Frédéric Chopin in Karlsbad. Es folgte eine vierjährige Konzerttätigkeit als Pianist in deutschen und russischen Musikzentren mit legendärem Erfolg. Die schwindelnde Höhe seiner Technik und das Seelenvolle seines Vortrags wurden gelobt. Robert Schumann und Franz Liszt waren von seinen Kompositionen begeistert.
1837 hielt sich Henselt mehrere Monate in Breslau auf. Am 24. Oktober 1837 heiratete er im schlesischen Bad Salzbrunn die geschiedene Rosalie Vogel (geb. Manger), eine Freundin Goethes.
1838 wurde Adolph Henselt zum kaiserlichen Hofpianisten der Zarin und zum Generalmusikinspektor der kaiserlichen Töchtererziehungsheime in Sankt Petersburg ernannt. Von dieser Position aus wirkte er die folgenden vierzig Jahre als Lehrer in den Musikzentren Russlands und gab dem russischen Klaviervirtuosentum wesentliche Impulse. Für das russische Musikleben einflussreich wurden zahlreiche seiner Schüler. Darunter hervorzuheben ist Nikolaj Zverev, der als Klavierpädagoge am Moskauer Konservatorium für die pianistische Grundausbildung u. a. von Sergej Rachmaninoff und Alexander Scriabin sorgte. 1861 wurde Henselt in den russischen Adelsstand erhoben.
Henselt verbrachte alljährlich seinen Urlaub in Deutschland, im Frühling oder Sommer kam er nach Schlesien in sein 1852 erworbenes Rittergut in Gersdorf am Queis und später seiner Gesundheit wegen nach Warmbrunn im Riesengebirge, wo er Ende der 1860er Jahre eine Villa kaufte. Dort starb er am 10. Oktober 1889.
In Würdigung seiner Verdienste widmete ihm seine Heimatstadt Schwabach den Henseltweg durch das Schwabachtal und benannte die Adolph-von-Henselt-Musikschule nach ihm. Das Schwabacher Stadtmuseum beherbergt das sogenannte Henselt-Archiv sowie die Dauerausstellung des Henselt-Studios. Die Internationale Adolph-Henselt-Gesellschaft dokumentiert, erforscht und präsentiert als zentrale Anlaufstelle Werk und Wirken Adolph Henselts.

## Werke (Auswahl)
- op. 1: Variations de Concert sur le motif de l’opéra „L’elisir d’amore“ de Donizetti Io son ricco e tu sei bella, Leipzig: Breitkopf & Härtel 1837
- op. 2: Douze Études caractéristiques de Concert, Leipzig: Hofmeister 1842
- op. 5: Douze Études de Salon, Leipzig: Breitkopf & Härtel 1838
- op. 7: Impromptu c-Moll
- op. 8: Pensée Fugitive f-Moll
- op. 9: Scherzo h-Moll
- op. 10: Romanze b-Moll
- op. 11: Variations de Concert B-Dur
- op. 14: Duo h-Moll für Klavier und Violoncello, Wien: Mechetti 1842
- op. 16: Klavierkonzert f-Moll, Leipzig: Breitkopf & Härtel 1847
- op. 24: Trio für Klavier, Violine und Violoncello